# IPhone 14
iPhone 14及iPhone 14 Plus是由蘋果公司設計與銷售的智慧型手機，為第16代iPhone系列智慧型手機之一，亦是iPhone 13及iPhone 13 mini的後繼機型。該系列於2022年9月7日在美國加利福尼亞州庫比蒂諾的蘋果園區舉行的發布會上隨著高階機型iPhone 14 Pro及iPhone 14 Pro Max一同發布。由於嚴重特殊傳染性肺炎疫情關係，該發布會與去年相同皆採線上直播方式進行。iPhone 14／iPhone 14 Plus在2022年9月9日開始預訂。

## 外觀設計
iPhone 14在外觀設計上與iPhone 14 Pro不同，並未採用動態島設計，而是採用與前代相同的瀏海設計。推出初期共有5種顏色，分別是午夜色、紫色、星光色、藍色與(PRODUCT) RED（紅色），在2023年3月中新推出黃色。
| 顏色 | 中文名稱           | 英文名稱     |
| ---- | ------------------ | ------------ |
|      | 午夜色             | Midnight     |
|      | 紫色               | Purple       |
|      | 星光色             | Starlight    |
|      | 藍色               | Blue         |
|      | 黃色               | Yellow       |
|      | 紅色／(PRODUCT)RED | (PRODUCT)RED |

## 規格

### 處理器
iPhone 14／14 Plus 採用與上一代相同的Apple A15處理器，CPU與上一代相同皆為6核心CPU，但與iPhone 13／13 mini不同的是，iPhone 14／14 Plus採用的是5核心GPU。

### 記憶體
iPhone 14／14 Plus 記憶體從4GB變為6GB，不過仍是使用LPDDR4X。

### 軟體
iPhone 14／14 Plus 在出廠時預設搭載iOS 16。

### 屏幕
iPhone 14/14 Plus 均采用超视网膜XDR显示屏，其中，iPhone 14的屏幕尺寸为6.1英寸，而iPhone 14 Plus的屏幕尺寸为6.7英寸，刷新率皆為60Hz。

## 爭議

### 使用長江存儲生產之NAND快閃記憶體
在iPhone 14正式發售前有消息指出iPhone 14部分機種將使用中國長江存儲的NAND快閃記憶體。美國共和黨議員表示如果這間加州的公司（指蘋果公司）向有爭議的中國半導體廠商採購用於iPhone 14的記憶體晶片，將遭到國會嚴格的審查。
美國共和黨籍參議員馬可·魯比歐向金融時報表示：「長江存儲與中國共產黨、軍隊有著密切關係。有可靠的證據指出長江存儲違反美國出口管制條例供貨給華為公司。蘋果公司此舉實際上是在轉讓知識與技術給長江存儲，這將增強長江存儲的能力並幫助中國共產黨實現它們國家的目標。」
而後蘋果公司出面澄清將不會在中國大陸以外地區發售的iPhone 14上使用長江存儲的NAND快閃記憶體。在正式發售後，證實部份中國機種使用的NAND快閃記憶體是來自於長江存儲。

## 時間線
| iPhone型號年表 |
| -------------- |
|                |

## 外部連結
- 官方网站
- Yunanistan iPhone Fiyatları  Apple Newsroom. (原始内容存档于2023-04-20）

| 前任者： iPhone 13 / 13 mini iPhone 13 Pro / 13 Pro Max | iPhone 14 iPhone 14 Plus iPhone 14 Pro / 14 Pro Max 第16代 | 繼任者： iPhone 15 / 15 Plus iPhone 15 Pro / 15 Pro Max |